# 印度尼西亚总理列表
印度尼西亚共和国总理是印度尼西亚共和国（印尼）从1945年至1966年实行议会内阁制期间曾经存在过的一个官职。存在期间，总理是印尼的行政首长、内阁的负责人，而当时的内阁与最高立法机构（相当于议会，开始时是印度尼西亚中央国民委员会，后为人民协商会议）和总统并为印尼政府的三大组成部分。1959年7月5日总统令颁布后，时任总理朱安达率领内阁总辞职，苏加诺总统遂自行兼任总理，组成新内阁并开始行使总理职权，直到他因九三零事件而于1966年下台後，继任的苏哈托总统才正式废除总理职位。

## 历史

### 设立
1945年日本投降后，在日军占领下的印度尼西亚宣布独立，同年颁布的《印度尼西亚共和国1945年宪法》（以下简称《1945年宪法》）规定印尼的政体为总统内阁制。由於当时的宪法中并没有规定设立总理职位，故由苏加诺总统领导成立了第一届内阁。尽管如此，同年印尼又设立了总理一职领导内阁，首任内阁总理是与苏加诺总统和穆罕默德·哈达副总统同为印尼独立运动领袖的苏丹·夏赫里尔。之后，总理职位的设立通过1950年颁布的《印度尼西亚共和国宪法》（以下简称《1950年临时宪法》）第52条得到了确认。《1950年临时宪法》同时规定，改总统内阁制为议会内阁制，这样总理就正式取代总统成为内阁首长。
总理职务的设置和内阁制政体在印尼的确立是印尼国内各派斗争妥协的结果。在三大独立运动领袖中，苏加诺希望建立总统制的威权型政府，哈达希望印尼成为一个由穆斯林占统治地位的伊斯兰国家，而深受西方思想影响的夏赫里尔则倾向于成立议会民主制政体。印尼独立后，三人分别担任首任总统、首任副总统和首任总理。印尼各派推举夏赫里尔担任总理也有与苏加诺总统分权的目的，从而使总统的权力不至于过大。

### 运作
按照《1950年宪法》的规定，印尼的总理由总统任命，负责政府的日常事务、领导内阁并对总统和副总统负责。而在实际操作中，总理还要对最高立法机构（相当于其他国家的议会，开始时是印度尼西亚中央国民委员会及其工作委员会，后来是人民协商会议）负责，而且在做出任何重大决定之前都要征询总统的意见。如果总理与议会或者总统发生了分歧，那么他会被免职，由他人取而代之。
由于印尼内阁通常是由多个党派联合组成的执政联盟，而联盟内部常有分歧，因而总理常常面临着阁员辞职和不信任投票。内阁做出的每一项重大政策都有可能面临执政党或反对党的反对，所以在印尼共和国史上一些内阁只持续了几个月。
印尼独立后发生过多次反对苏加诺总统的军事行动，包括暗杀、逼宫和地方武装叛乱等，反对者提出的要求大多包括总统恢复为象征性国家元首，由自己的支持者担任总理掌握实权等，但无一例外都失败了。苏加诺总统在军方和印度尼西亚共产党的支持下，平定了各地的叛乱，权势愈加巩固，而总理也成为总统各项方针政策的共同策划者和具体执行者，例如第十一任总理朱安达甚至被讥讽为苏加诺的橡皮图章。

### 废除
1959年7月5日，苏加诺总统颁布总统令，宣布制宪会议表决的结果显示赞成恢复《1945年宪法》的票数未达到修宪所必需的三分之二以上绝对多数，因此自即日起解散制宪会议，《1950年临时宪法》停止生效，同时恢复《1945年宪法》。如此一来，总理职位存在的宪法依据没有了。同日，时任总理朱安达率领全体内阁成员总辞职。然而，同年7月9日，苏加诺总统自行宣布兼任总理并成立新一届内阁，后来他在历次讲话中都自称：“我是总统兼总理。”《1945年宪法》并没有规定设立总理职位，因而反对苏加诺的人认为他兼任总理是违宪。
1965年爆发了反对苏加诺政府的九三零事件，事件过后苏哈托实际掌握了军政大权，1966年苏加诺总统被迫签发了后来被称为“3月11日总统令”的命令，把所有政治权力移交给苏哈托，不久苏加诺正式下台，而他兼任的总理职位也被废除。
虽然印尼的总理自行决定政策的权力有限，但总理有时会在某些方面与苏加诺总统持不同看法，这对于大权在握的苏加诺来说多多少少是一种制约。总统兼任总理及总理职位的废除对于印度尼西亚共和国的政治制度具有重大而深远的影响，导致了总统权力过大——总统既是国家元首，又是政府首脑，且缺少对总统权力的监督和制约，为苏加诺和以后的苏哈托合法地进行独裁统治铺平了道路，也是导致两人最终倒台的重要原因。

## 列表
以下的列表主要来自两个来源：
| 任次 | 总理                  | 肖像 | 党派             | 届数           | 任期开始       | 任期结束                   | 内阁                            |
| ---- | --------------------- | ---- | ---------------- | -------------- | -------------- | -------------------------- | ------------------------------- |
| 1    | 苏丹·夏赫里尔         |      | 社会党           | 2              | 1945年11月14日 | 1946年3月12日              | 第一届夏赫里尔内阁              |
| 1    | 苏丹·夏赫里尔         | 3    | 社会党           | 1946年3月12日  | 1946年10月2日  | 第二届夏赫里尔内阁         |                                 |
| 1    | 苏丹·夏赫里尔         | 4    | 社会党           | 1946年10月2日  | 1947年7月3日   | 第三届夏赫里尔内阁         |                                 |
| 2    | 阿米尔·谢里夫丁       |      | 社会党           | 5              | 1947年7月3日   | 1947年11月11日             | 第一届阿米尔· 谢里夫丁内阁      |
| 2    | 阿米尔·谢里夫丁       | 6    | 社会党           | 1947年11月11日 | 1948年1月29日  | 第二届阿米尔· 谢里夫丁内阁 |                                 |
| 3    | 穆罕默德·哈达         |      | 无党派           | 7              | 1948年1月29日  | 1949年8月4日               | 第一届哈达内阁                  |
| 3    | 穆罕默德·哈达         | 8    | 无党派           | 1949年8月4日   | 1949年12月20日 | 第二届哈达内阁             |                                 |
| 3    | 穆罕默德·哈达         |      | 无党派           | 1949年12月20日 | 1950年9月6日   | 印度尼西亚联邦共和国内阁   |                                 |
| 代理 | 苏桑托·蒂尔托普罗佐   |      | 无党派           | 9              | 1949年12月20日 | 1950年1月16日              | 苏桑托内阁                      |
| 4    | 阿卜杜勒·哈利姆       |      | 无党派           | 10             | 1950年1月16日  | 1950年9月5日               | 哈利姆内阁                      |
| 5    | 穆罕默德·纳席尔       |      | 马斯友美党       | 11             | 1950年9月5日   | 1951年4月26日              | 纳席尔内阁                      |
| 6    | 苏基曼·维尔约桑佐约   |      | 马斯友美党       | 12             | 1951年4月26日  | 1952年4月1日               | 苏基曼－苏维约内阁              |
| 7    | 韦洛坡                |      | 印度尼西亚民族党 | 13             | 1952年4月1日   | 1953年7月30日              | 韦洛坡内阁                      |
| 8    | 阿里·沙斯特罗阿米佐约 |      | 印度尼西亚民族党 | 14             | 1953年7月30日  | 1955年8月11日              | 第一届阿里·沙斯特罗阿米佐约内阁 |
| 9    | 布尔汉丁·哈拉哈普     |      | 马斯友美党       | 15             | 1955年8月11日  | 1956年3月20日              | 布尔汉丁·哈拉哈普内阁           |
| 10   | 阿里·沙斯特罗阿米佐约 |      | 印度尼西亚民族党 | 16             | 1956年3月20日  | 1957年4月9日               | 第二届阿里·沙斯特罗阿米佐约内阁 |
| 11   | 朱安达·卡塔维查亚     |      | 无党派           | 17             | 1957年4月9日   | 1959年7月9日               | 朱安达内阁                      |
| 12   | 苏加诺                |      | 无党派           | 18             | 1959年7月9日   | 1960年2月18日              | 第一届工作内阁                  |
| 12   | 苏加诺                | 19   | 无党派           | 1960年2月18日  | 1962年3月6日   | 第二届工作内阁             |                                 |
| 12   | 苏加诺                | 20   | 无党派           | 1962年3月6日   | 1963年11月13日 | 第三届工作内阁             |                                 |
| 12   | 苏加诺                | 21   | 无党派           | 1963年11月13日 | 1964年8月27日  | 第四届工作内阁             |                                 |
| 12   | 苏加诺                | 22   | 无党派           | 1964年8月27日  | 1966年2月22日  | 第一届两项人民命令内阁     |                                 |
| 12   | 苏加诺                | 23   | 无党派           | 1966年2月22日  | 1966年3月28日  | 第二届两项人民命令内阁     |                                 |
| 12   | 苏加诺                | 24   | 无党派           | 1966年3月28日  | 1966年7月25日  | 第三届两项人民命令内阁     |                                 |

### 引用
1. 1 2  Abdullah 2009，第129頁
2. ↑   (PDF). Pemerintah Indonesia. 1950-08-15  [2011-07-13]. （原始内容 (PDF)存档于2010-07-28） （印度尼西亚语）.
3. 1 2  德拉克雷 2009，第76－101頁
4. ↑  Abdullah 2009，第130頁
5. ↑  Abudllah 2009，第245頁
6. ↑  
. 参考消息 (雅加达: 合众社). 1957-05-12.
7. 1 2  Ricklefs 2001，第322頁
8. ↑  Abdullah 2009，第347頁
9. ↑  Ricklefs 2001，第351頁
10. ↑  . tokohindonesia.com.   [2012-08-07]. （原始内容存档于2012-08-20） （印度尼西亚语）.
11. ↑  
Ricklefs 2001，第343頁
12. ↑  Cahoon, Ben. . World Statesmen. 2000  [13 July 2011]. （原始内容存档于2021-02-19）.